# 大潭水塘
大潭水塘（英語：Tai Tam Reservoir）是香港座落於南區及東區的一組水塘，位於香港島東南部的大潭郊野公園之內，毗連畢拿山、渣甸山、紫羅蘭山及柏架山。大潭水塘由4個水塘組成，包括大潭上水塘、大潭副水塘、大潭中水塘及大潭篤水塘，在1888年至1917年間分期建成，為香港島食水的主要來源，統稱為大潭水塘群。
2009年，大潭水塘聯同薄扶林水塘、黃泥涌水塘、九龍水塘、城門水塘及香港仔水塘等5個建於第二次世界大戰前的水務設施，被列為香港法定古蹟，水塘內21項列為法定古蹟的水務歷史建築群，連成大潭水務文物徑。

## 發展沿革

### 大潭上水塘

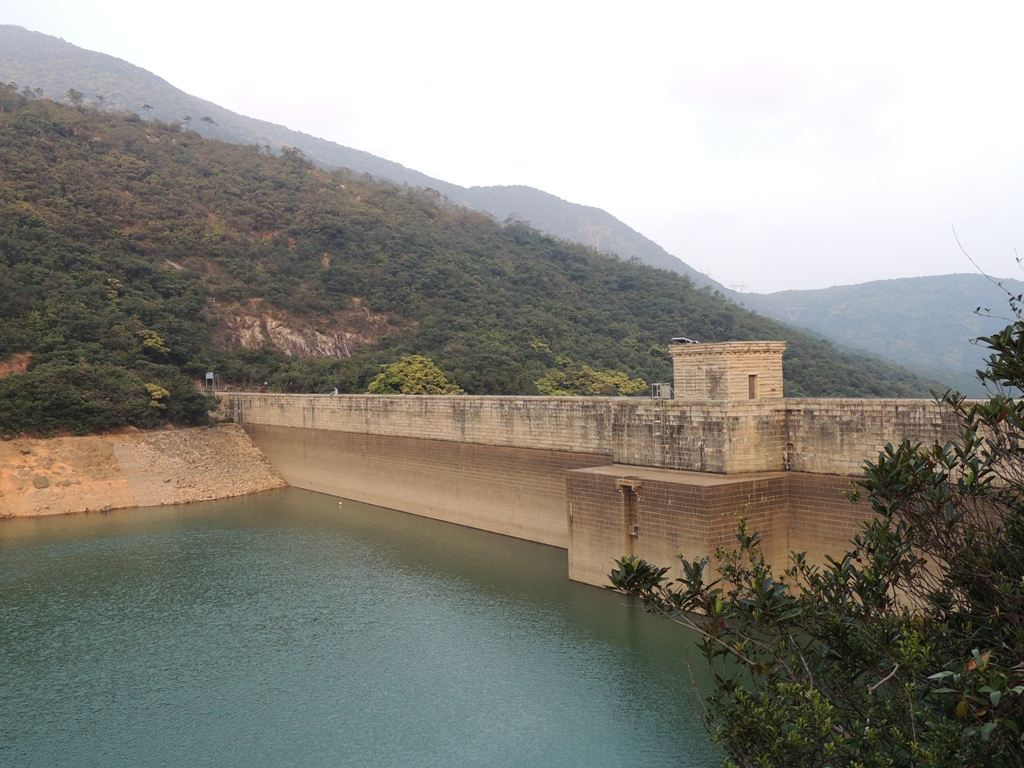
1888年完工的大潭上水塘主壩

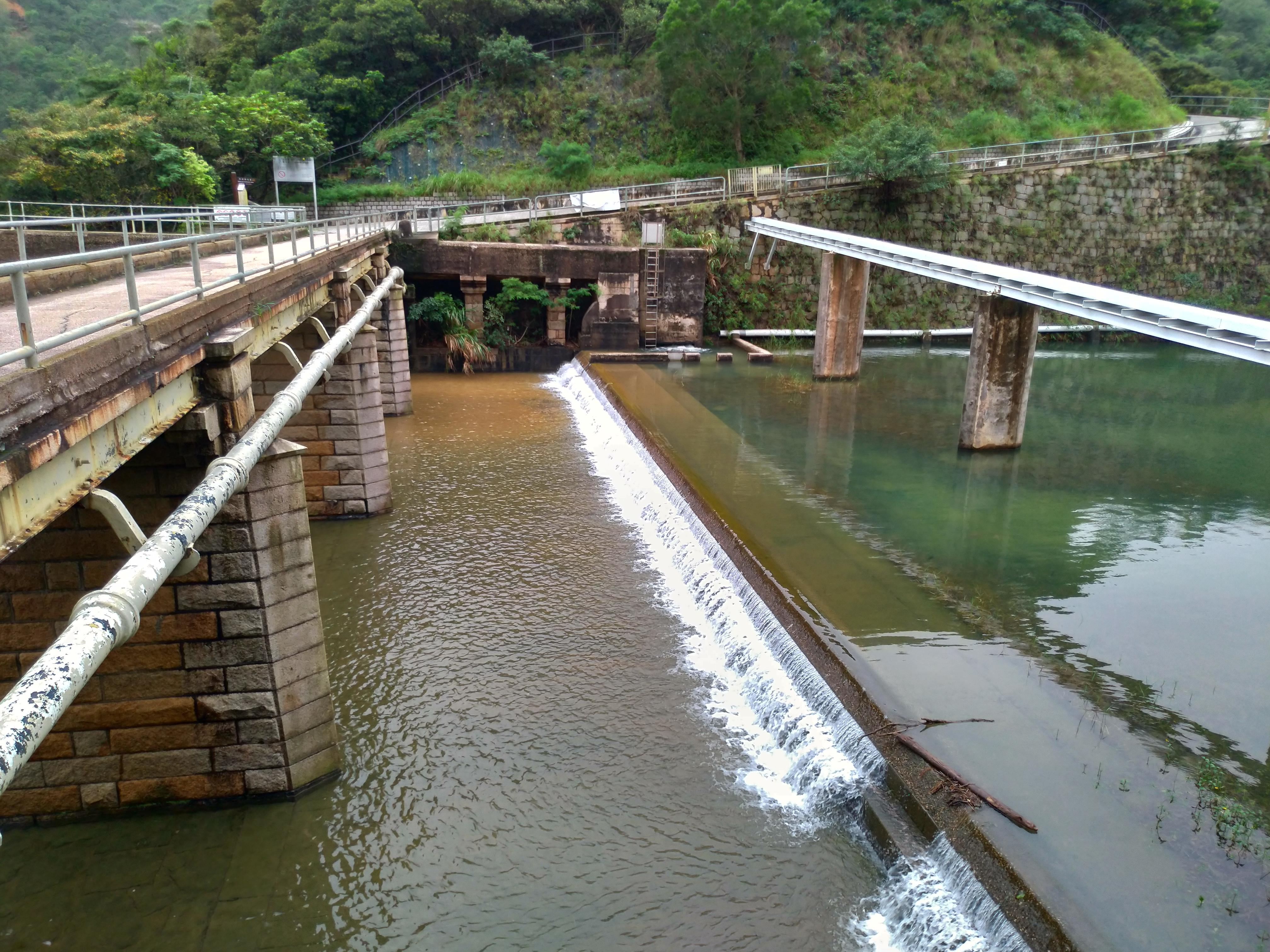
大潭上水塘滿溢後，過多的水會流往下方的大潭副水塘

1869年，香港首個食水集水區薄扶林水塘落成，但儲水量不足以應付居民的需求。香港總督堅尼地委派負責工務工程的總測量師派斯（J.M.Price）尋找新水源，派斯在1873年提出一個在當時屬於規模龐大的大潭水塘計劃，建議在香港島東南部的大潭谷興建香港第二個水塘，原因是該處能提供大面積的集水範圍，日後亦可進行擴建工程增加儲水量，但是當時的香港島人口主要聚居於位處港島西北部的維多利亞城，新水塘的選址除了與城區之間的距離偏遠，而且港島南岸和北岸之間又有連綿的山嶺阻隔，如要從港島南部把水塘的原水輸送到港島北部應用，便要克服跨山輸水的問題，派斯因此建議挖掘一條貫穿渣甸山的輸水隧道，將水塘的原水由山嶺南部經輸水隧道引到在山嶺北部的大坑道出水口，再連接到在金馬倫山北面的山腰及依山勢而建的輸水道（落成後稱爲寶雲輸水道），於輸水道西端接駁到濾水池和配水庫。計劃中的水塘容量136萬立方米，初期評估的造價達35萬英鎊，經修改方案後降至12.26萬英鎊。不過當時經濟不景氣，1874年9月又因爲強烈颱風吹襲發生嚴重風災，港府需要將資金用於賑災，興建新水塘的計畫被逼擱置。
1882年，駐港英軍投訴華人聚居的地區衞生情況惡劣，容易引發傳染病，由英國殖民地部派出的衞生專員查維克（Osbert Chadwick）來港視察後提交多份評估報告，提到居民缺乏足夠及衛生的淡水使用，促請香港政府展開大潭水務設施的工程，加上香港的財政狀況在1880年代初期有改善，大潭水塘的興建計畫得以重新啟動。首期工程在1883年至1888年間進行，興建高90呎、長400呎、闊60呎（高27.4米、長121.9米、闊18.3米）的水壩（1897年加高至100呎，即30.5米），其他工程包括建造一條長7,344呎（2.2公里）的輸水隧道；一條長16,505呎（5公里）的寶雲輸水道；亞賓尼谷的6個濾水池和1個配水庫。首期工程在1888年完成後的大潭水塘，可儲存3億加侖（136萬立方米）食水，儲水量是薄扶林水塘的4倍，其後因爲港府在大潭一帶增建水塘，為識別而更名為大潭上水塘。

### 大潭副水塘

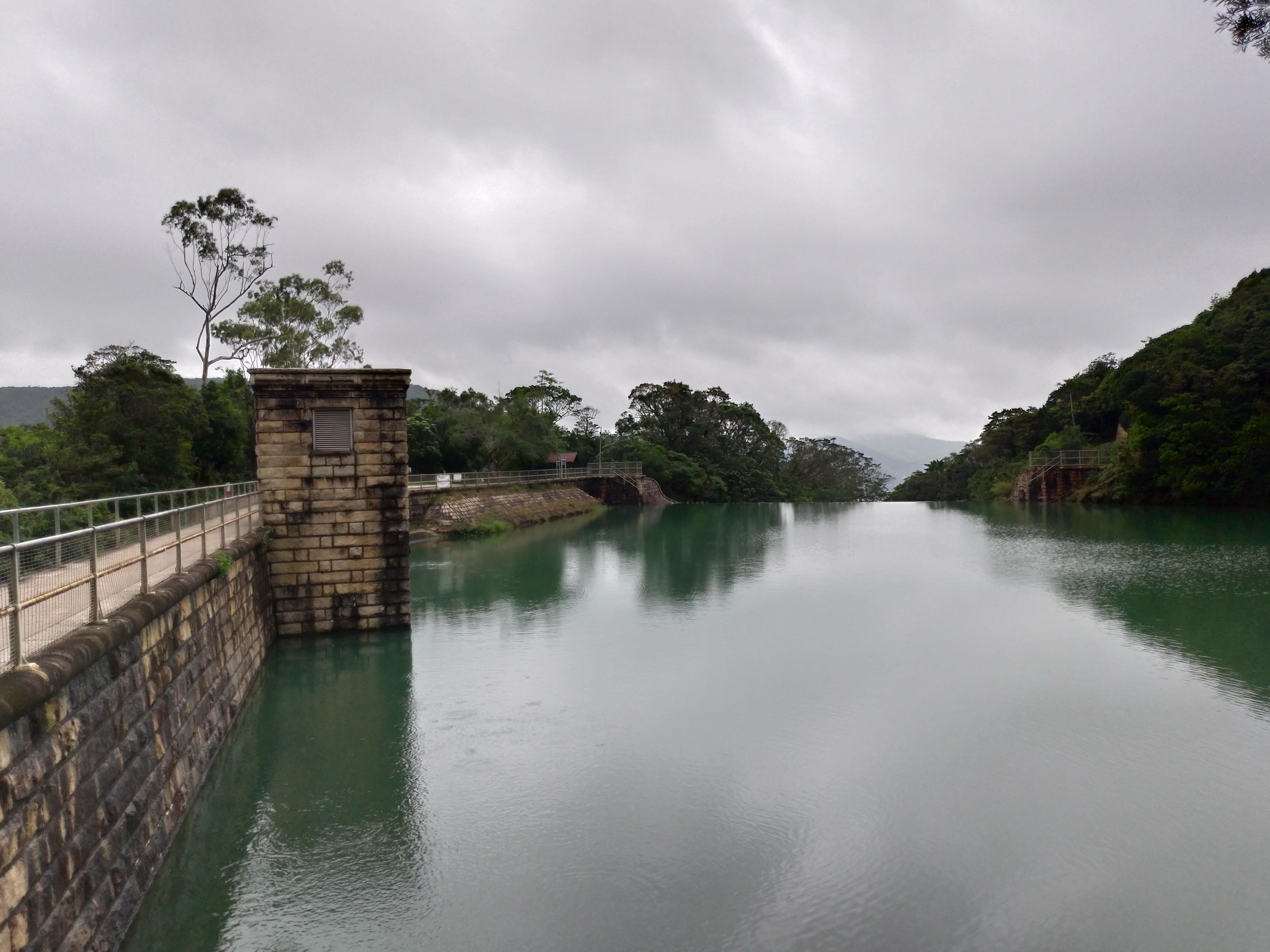
1904年完工的大潭副水塘，此時已達到滿溢的水位

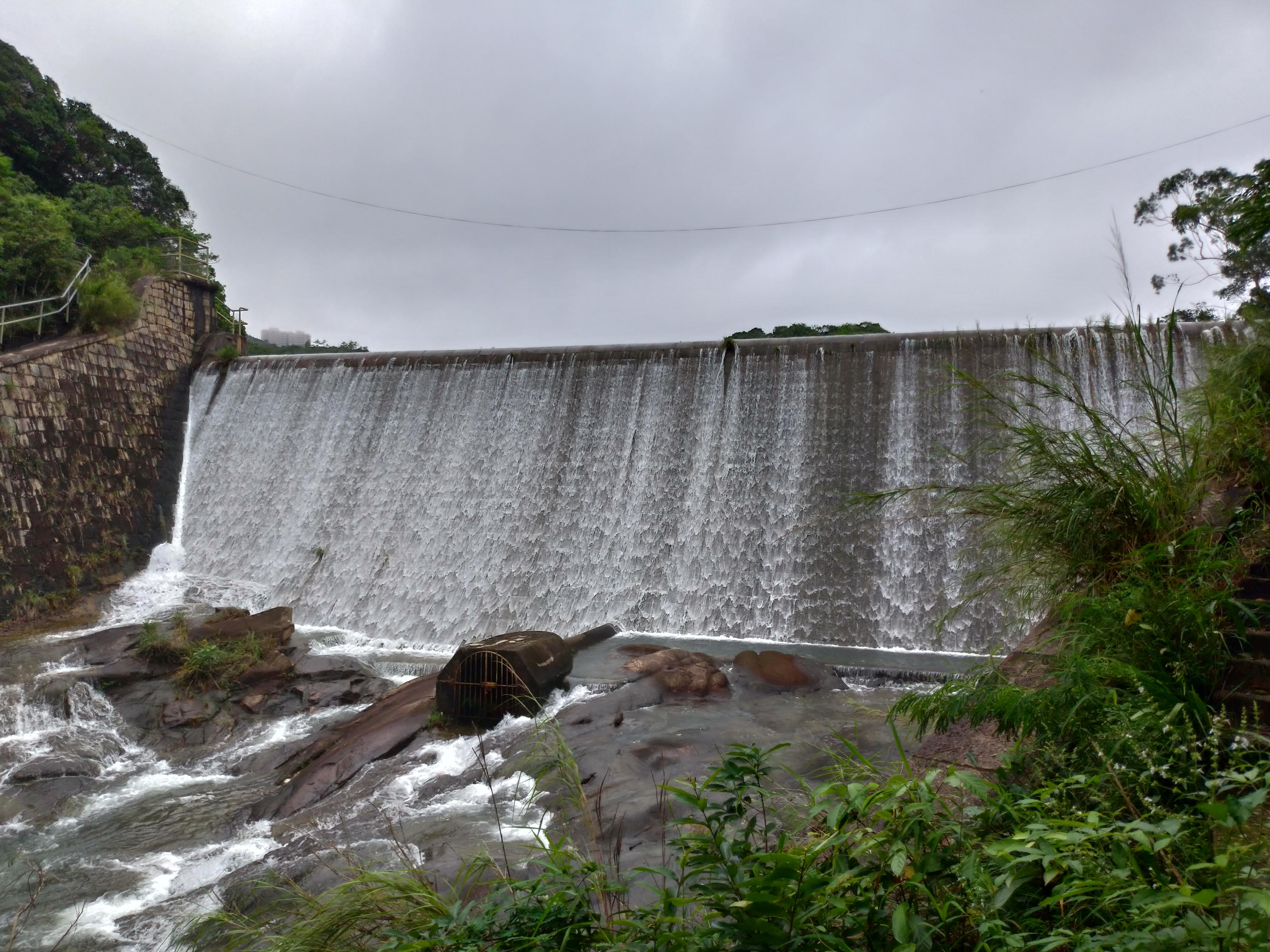
大潭副水塘滿溢，過多的水從副水塘主壩的頂部溢出，再經山峽流往在下方的大潭篤水塘接收

大潭上水塘的儲水量依然追不上人口增長對淡水的需求。由於香港島沒有其他合適的土地可作爲集水區，港府決定擴建大潭谷的供水系統，根據原先派斯提出的大潭計劃展開第二期工程，修建大潭副水塘，以收集從大潭上水塘溢出的食水。工程由大潭水塘興建計劃的常駐工程師柯寧（James Orange）設計，儲水量為2,240萬加侖（10萬立方米）。大潭副水塘的主要工程是建造兩道水壩組成，主壩是一座混凝土重力壩，副壩則在主壩左邊不遠處。兩條水壩之間有一座矮墩。大潭副水塘在1904年竣工。

### 大潭中水塘及大潭篤水塘

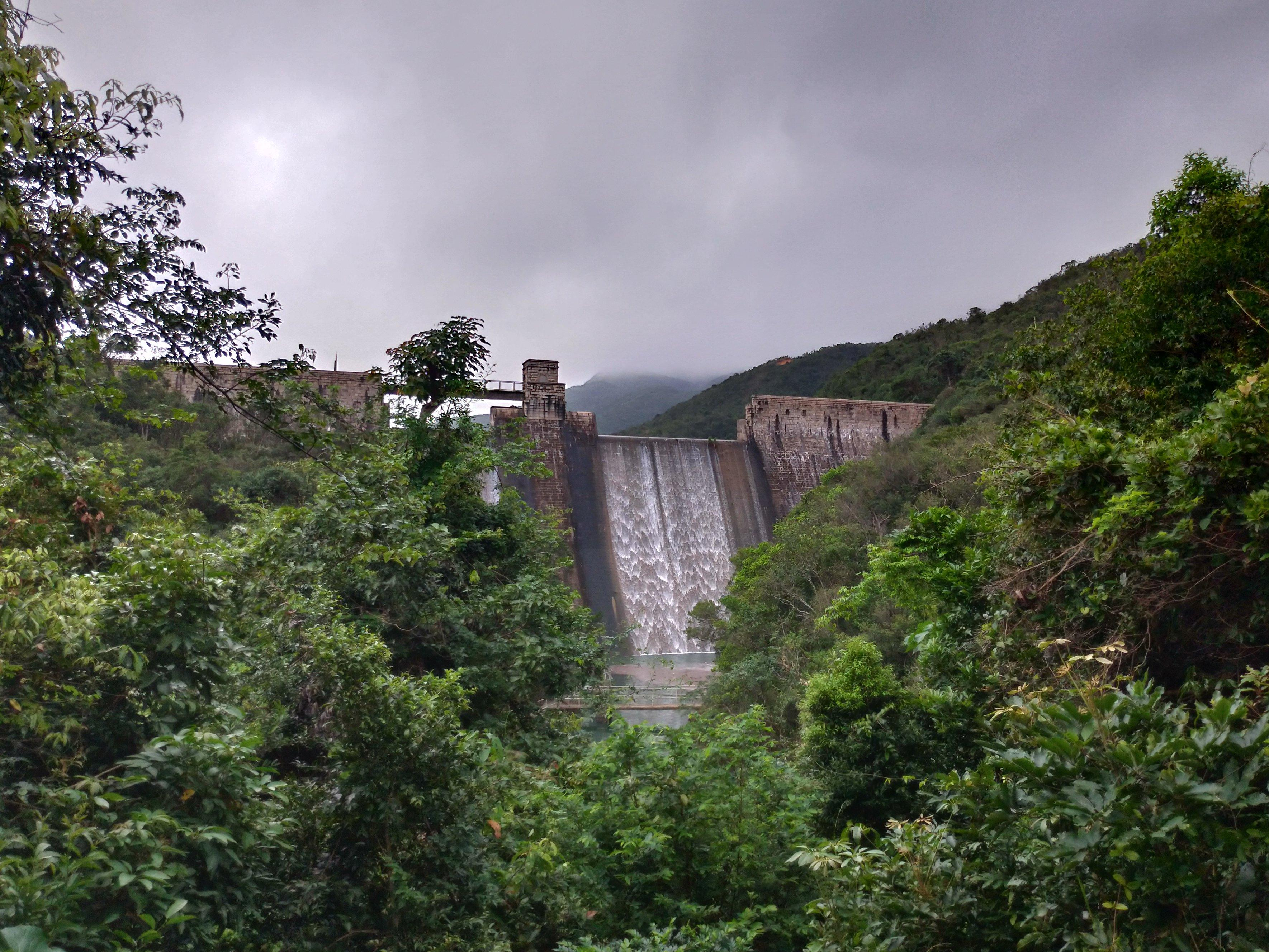
1907年落成的大潭中水塘水壩，大潭中水塘滿溢後，溢出的水從水壩的頂部傾瀉到在下方的大潭篤水塘

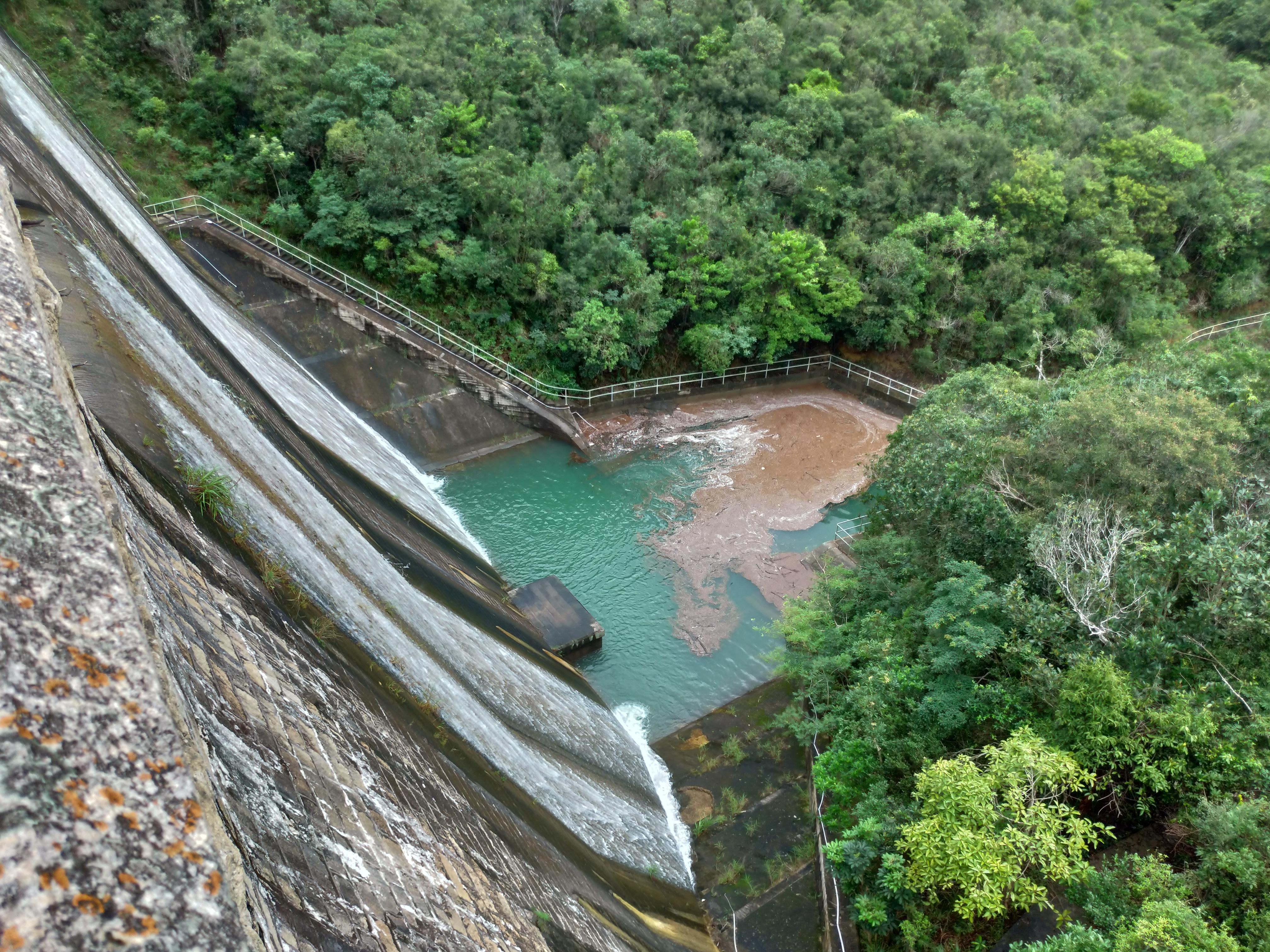
大潭中水塘水壩的底部設有一個靜水池

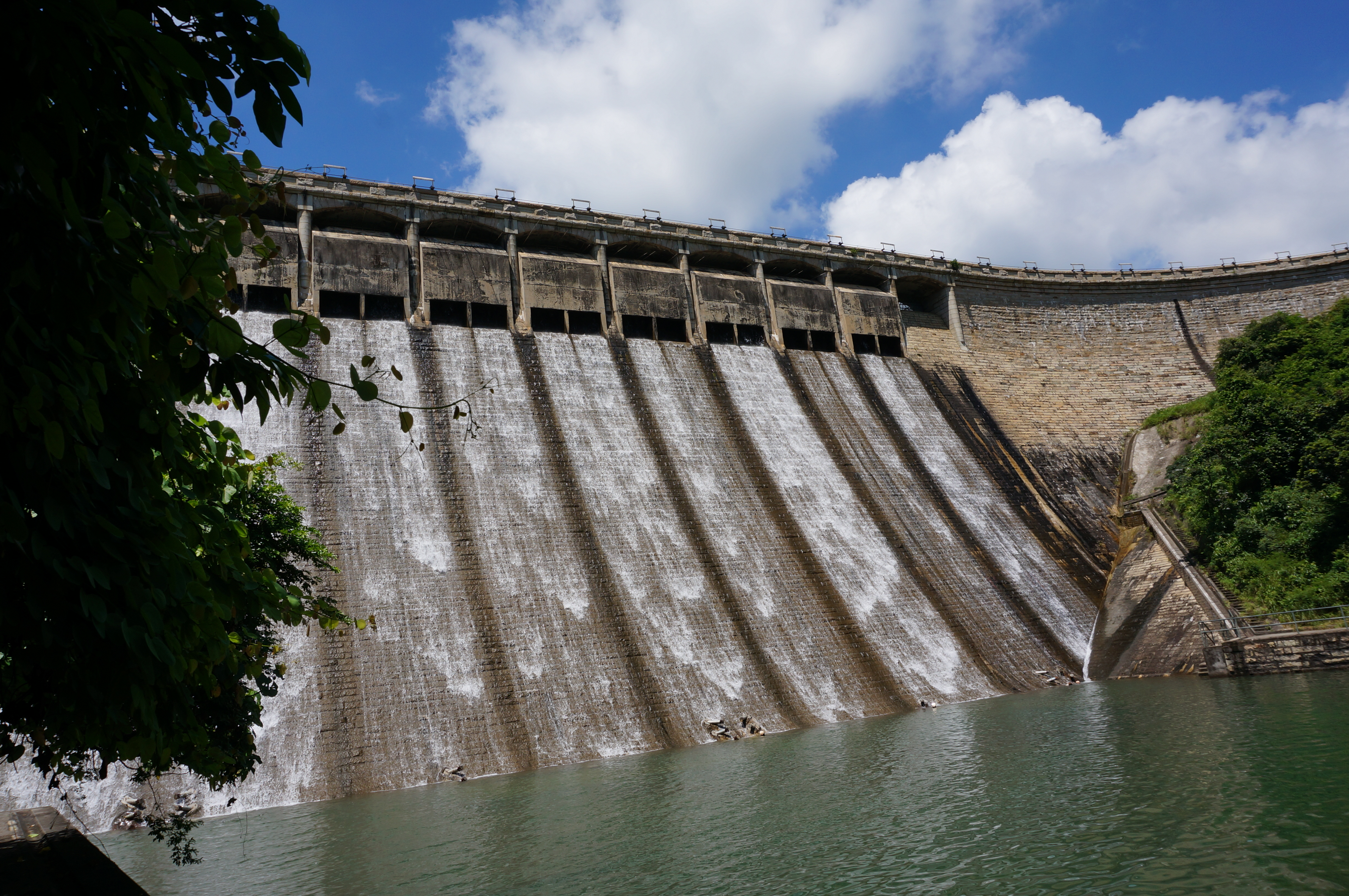
1917年落成的大潭篤水塘主壩

工務局局長漆咸（W. Chatham）在1903年10月17日向立法局提交大潭供水系統的擴建計劃草案，工程名為「大潭篤計劃」，分兩期進行，首期興建1.955億加侖（90萬立方米）儲水量的大潭中水塘，工程於1904年至1907年進行。大潭中水塘在地理上低於大潭上水塘的隧道進水口，故須在大潭灣西岸興建大潭篤原水抽水站，把存水抽往大潭谷，經輸水隧道口調配到中區的供水系統；工程也配合第二期工程，興建4座位於大潭篤水塘的石橋，並在抽水站周圍興建兩幢職員宿舍，分別於1905年及1907年落成。水務署在1977年基於安全理由，把大潭中水塘水壩溢洪道的全段降低了3米，壩頂呈輕微內凹的現貌，儲水量下降至68萬6千立方米:79。
港府在1912年展開大潭篤計劃的第二期工程，興建以混凝土建造，採用花崗石塊作骨料，並以花崗石築砌飾面的大潭篤水塘主壩，儲水量達14.2億加侖（645萬立方米）的水塘，水壩溢洪道上築有由半圓形花崗石柱支撐的12個拱券，以承托連接赤柱及大潭與柴灣及石澳的大潭道:79，西面則建有水掣房和出水口。工程亦擴建大潭篤原水抽水站，加裝兩部以蒸汽推動，每天可輸送300萬加侖（13,638立方米）食水的抽水機等機械，大潭篤水塘及配套工程於1917年竣工，1918年2月2日由港督梅含理揭幕。大潭篤原水抽水站其後於1925年再次進行擴建。1936年建成的壓力濾池室，後來改建為職員宿舍。
按原來設計，大潭篤水塘的水壩原先建於大潭港海面（今大潭童軍中心對出），主壩高60呎，長約800呎（高18.3米、長243.8米），但相信由於技術困難，無法解決海浪沖擊壩基的問題，最終要將水壩退入了大潭灣現址，並將水壩加高一倍，以補償儲水量的損失。否則，大潭篤水塘能早於1968年竣工的船灣淡水湖，成為香港及世界首個建於海上的水塘。水壩由總工程師謝斐（Daniel Jaffe）負責設計和監建，當時此壩屬劃時代設計，被譽為「亞洲第一壩」。水塘建成後，淹沒了塘底的大潭篤村。

## 影響
香港在1863年至1899年間，供水系統依賴薄扶林水塘為主，而大潭水塘群組成東區供水系統，成為港島食水供應的骨幹，工程技術亦優於薄扶林水塘。隨着食水供應系統得到改善，香港市區範圍也逐漸延伸至港島東部，亦促進了水務設施的技術發展，改善了維多利亞城的衞生情況，推動香港的城市發展。
水塘建成後，被淹沒的鄉村全村獲賠償5800多港元，村民獲安置到筲箕灣和柴灣，因柴灣有土地供予村民建屋及種田。

## 文物徑及歷史建築

### 大潭水務文物徑
大潭水塘群包括大量歷史建築，其中22項在2009年9月18日被列為法定古蹟，由其組成大潭水務文物徑於同日啟用（寶雲輸水道21孔拱券段除外），由發展局局長林鄭月娥、古物諮詢委員會主席陳智思及水務署署長馬利德主禮揭幕。文物徑全長5公里，設有10個資訊站，介紹古蹟功能和歷史意義。走畢全程需時約2小時。其中大潭篤原水抽水站員工宿舍群於2022年6月被納入活化歷史建築伙伴計劃第六期，由護‧聯網慈善基金有限公司及海港學校基金會有限公司合作，活化爲「水圓地方」，預計2028年落成。
建築物詳列於下表：
| 建築物名稱                       | 照片 | 建築年份       | 地址             | 備註                                                | 參考         |
| -------------------------------- | ---- | -------------- | ---------------- | --------------------------------------------------- | ------------ |
| 大潭上水塘石橋                   |      | 1888年         | 大潭上水塘       | 1994年列為一級歷史建築，2009年9月18日列為法定古蹟。 | [ 2 ] [ 11 ] |
| 大潭上水塘石砌輸水道             |      | 1888年         | 大潭上水塘       | 1994年列為一級歷史建築，2009年9月18日列為法定古蹟。 | [ 2 ] [ 11 ] |
| 大潭上水塘水壩                   |      | 1888年         | 大潭上水塘       | 1994年列為一級歷史建築，2009年9月18日列為法定古蹟。 | [ 2 ] [ 11 ] |
| 大潭上水塘水掣房                 |      | 1904年         | 大潭上水塘       | 1994年列為一級歷史建築，2009年9月18日列為法定古蹟。 | [ 2 ] [ 11 ] |
| 大潭上水塘記錄儀器房及隧道進水口 |      | 1917年及1888年 | 大潭上水塘       | 1994年列為一級歷史建築，2009年9月18日列為法定古蹟。 | [ 2 ] [ 11 ] |
| 大潭副水塘水掣房                 |      | 1904年         | 大潭副水塘       | 1994年列為二級歷史建築，2009年9月18日列為法定古蹟。 | [ 2 ] [ 11 ] |
| 大潭副水塘水壩                   |      | 1904年至1907年 | 大潭副水塘       | 1994年列為二級歷史建築，2009年9月18日列為法定古蹟。 | [ 2 ] [ 11 ] |
| 大潭中水塘水壩                   |      | 1904年至1907年 | 大潭中水塘       | 1994年列為二級歷史建築，2009年9月18日列為法定古蹟。 | [ 2 ] [ 11 ] |
| 大潭中水塘水掣房                 |      | 1904年至1907年 | 大潭中水塘       | 1994年列為二級歷史建築，2009年9月18日列為法定古蹟。 | [ 2 ] [ 11 ] |
| 大潭篤水塘4座石橋                |      | 1907年         | 大潭篤水塘       | 1994年列為一級歷史建築，2009年9月18日列為法定古蹟。 | [ 2 ] [ 11 ] |
| 大潭篤水塘水壩                   |      | 1912年至1917年 | 大潭篤水塘       | 1994年列為一級歷史建築，2009年9月18日列為法定古蹟。 | [ 2 ] [ 11 ] |
| 大潭篤水塘水掣房                 |      | 1917年         | 大潭篤水塘       | 1994年列為一級歷史建築，2009年9月18日列為法定古蹟。 | [ 2 ] [ 11 ] |
| 大潭篤水塘紀念碑                 |      | 1918年         | 大潭篤水塘       | 1994年列為一級歷史建築，2009年9月18日列為法定古蹟。 | [ 2 ] [ 11 ] |
| 大潭篤原水抽水站員工宿舍         |      | 1907年         | 大潭篤原水抽水站 | 1994年列為一級歷史建築，2009年9月18日列為法定古蹟。 | [ 2 ] [ 11 ] |
| 大潭篤原水抽水站二號員工宿舍     |      | 1936年         | 大潭篤原水抽水站 | 1994年列為一級歷史建築，2009年9月18日列為法定古蹟。 | [ 2 ] [ 11 ] |
| 大潭篤原水抽水站                 |      | 1907年         | 大潭篤原水抽水站 | 1994年列為一級歷史建築，2009年9月18日列為法定古蹟。 | [ 2 ] [ 11 ] |
| 大潭篤原水抽水站煙囪及排煙道     |      | 1907年         | 大潭篤原水抽水站 | 1994年列為一級歷史建築，2009年9月18日列為法定古蹟。 | [ 2 ] [ 11 ] |
| 大潭篤原水抽水站高級員工宿舍     |      | 1907年         | 大潭篤原水抽水站 | 1994年列為一級歷史建築，2009年9月18日列為法定古蹟。 | [ 2 ] [ 11 ] |

### 其他獲評級歷史建築
| 建築物名稱             | 照片 | 建築年份       | 地址       | 備註 | 參考         |
| ---------------------- | ---- | -------------- | ---------- | --- | ------------ |
| 寶雲輸水道21孔拱券段   |      | 1885年至1887年 | 灣仔寶雲道 | 為了將大潭水塘食水輸到中環，政府在半山區興建了一條輸水管，輸水管道以英式橋墩支撐，稱為寶雲渠或寶雲輸水道。2009年9月18日列為法定古蹟。 | [ 2 ] [ 11 ] |
| 大潭副水塘工人宿舍     |      | 1904年         | 大潭副水塘 | 1994年列為三級歷史建築；2010年1月22日確定為三級歷史建築。                                                                             | [ 11 ]       |
| 大潭水塘紅磚屋         |      | 1920年代       | 大潭水塘道 | 相信為守衛水塘的警察宿舍，現已荒廢。1994年列為三級歷史建築；2010年1月22日確定為三級歷史建築。                                         | [ 11 ]       |
| 大潭水塘隧道出水口     |      | 1883年         | 灣仔大坑道 | 2009年12月18日列為二級歷史建築。 | [ 11 ]       |
| 大潭水塘隧道出水口石屋 |      | 1880年代       | 灣仔大坑道 | 2009年12月18日列為二級歷史建築。 | [ 11 ]       |

## 交通

### 交通問題

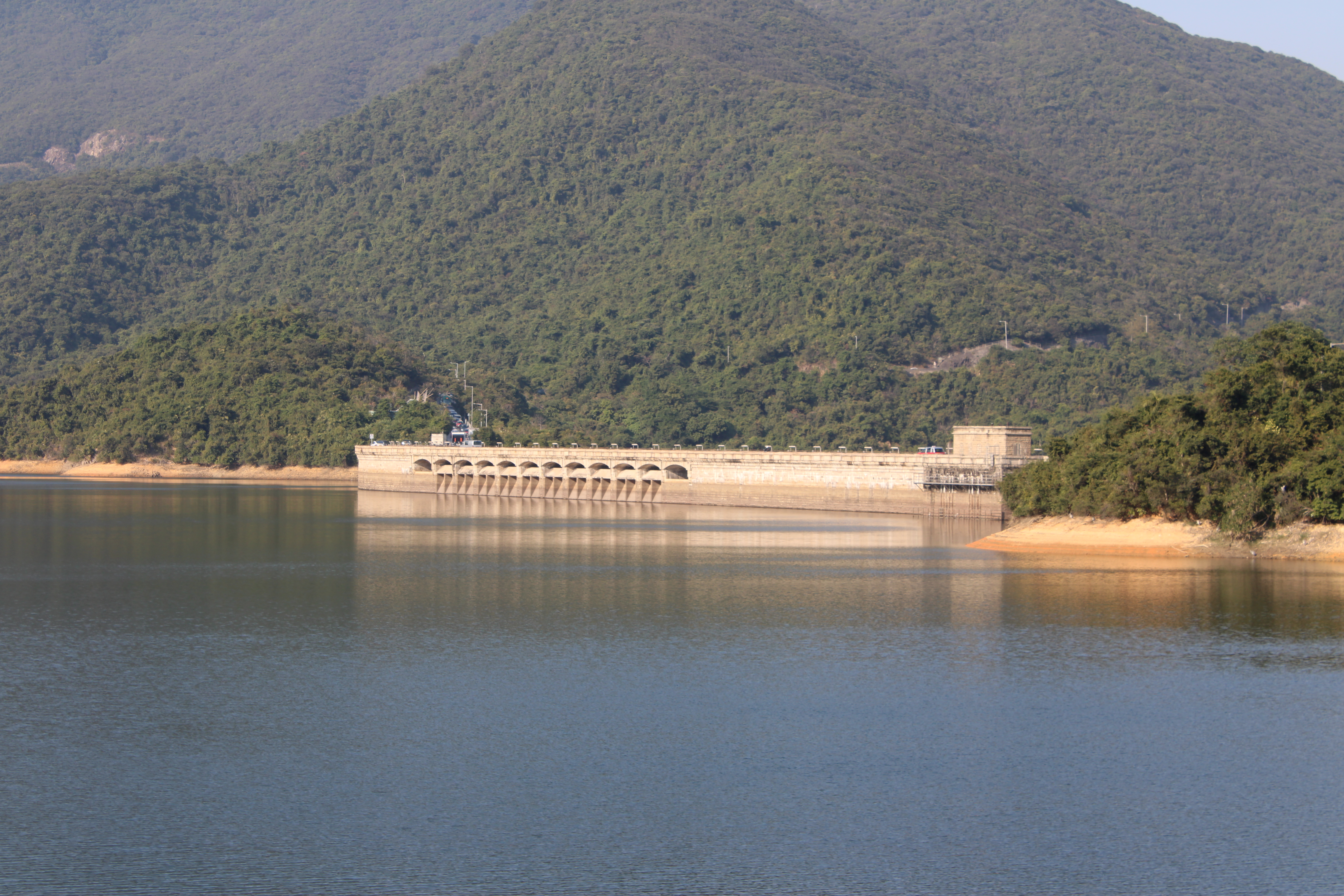
興建在水壩上的大潭道

大潭水塘是按照百多年前的標準來設計，包括交通規格亦是如此。現在，大潭篤水塘堤壩上的一段大潭道對於現在的汽車而言頗為狹窄，路面的闊度只能夠供兩輛小型汽車對頭駛過，如有巴士或貨車等重型車輛在堤壩上行駛，則難以讓對頭車通過。更有部分駕駛技術稍為欠佳的司機，在對面有巴士駛過時，由於無法令車輛從巴士旁駛過，造成嚴重交通擠塞。
有見及此，政府於道路兩端豎立路牌，提醒駕駛者前方道路收窄，以及應讓路予巴士，亦規定每天上午8時至10時以及下午5時至7時，巴士及小型巴士以外重逾三噸的車輛，禁止由大潭道北行駛入水壩路段，以免導致交通癱瘓。
2018年，香港政府聯同香港中文大學系統工程與工程管理學系研發智能交通燈，利用影像分析技術識別車輛種類、長寬度等，從而計算實時車流和車龍，得出最有效的綠燈時間。此系統已於2018年8月25日上午10時啟用，該路段將按交通燈號實施單線雙程行車。

## 外部連結
- 大潭水塘22項歷史構築物，發展局文物保育專員辦事處
- 大潭水塘22項歷史構築物（页面存档备份，存于），古物古蹟辦事處
- 大潭郊野公園及大潭郊野公園（鰂魚涌擴建部分）（页面存档备份，存于），漁農自然護理署
- 水塘簡介：大潭水塘，香港水務署